# A Man Called Otto
A Man Called Otto (Un vecino gruñón en Hispanoamérica y El peor vecino del mundo en España) es una película de comedia dramática de 2022 dirigida por Marc Forster a partir de un guion de David Magee. Es la segunda adaptación cinematográfica de la novela de 2012 A Man Called Ove, de Fredrik Backman, tras la película sueca de 2015 del mismo nombre escrita y dirigida por Hannes Holm. La película está protagonizada por Tom Hanks en el papel principal, con Mariana Treviño, Rachel Keller y Manuel García-Rulfo como coprotagonistas.
La película se estrenó en salas limitadas el 28 de diciembre de 2022, antes de estrenarse en salas grandes en Estados Unidos el 13 de enero de 2023, de la mano de Sony Pictures Releasing. En general, la película recibió reseñas mixtas por parte de la crítica.

## Argumento
Otto Anderson es un viudo de 63 años que vive en una casa adosada en los suburbios de Pittsburgh. Seis meses después de perder a su esposa Sonya, una maestra de escuela, Otto se ha convertido en un excéntrico cínico y fastidioso. Obligado a jubilarse de su trabajo en una planta siderúrgica, cancela sus servicios públicos y planea suicidarse para reunirse con su difunta esposa.
Mientras se prepara para ahorcarse, Otto es interrumpido por la llegada de nuevos vecinos: Marisol embarazada, su esposo Tommy y sus hijas Abby y Luna, quienes intentan hacerse amigos de él.  Cuando intenta suicidarse, la soga se desploma del techo, por lo que visita la tumba de Sonya y tiene flashbacks de su pasado: cuando era joven, fue rechazado en el ejército debido a su   miocardiopatía hipertrófica, y conoció a Sonya en un tren, donde ella le prestó un cuarto de dólar de plata del año 1964 que ha conservado desde entonces.
Otto ayuda a su vecina Anita con sus radiadores, a pesar de guardarle rencor a su marido Reuben, un sobreviviente de un derrame cerebral que no responde. Otto intenta suicidarse nuevamente mediante envenenamiento por monóxido de carbono en su garaje, pensando en su noviazgo y Sonya, pero Marisol lo interrumpe cuando Tommy se rompe la pierna después de tomar prestada la escalera de Otto. Otto, de mala gana, lleva a Marisol y a los niños al hospital, donde ataca a un payaso por quitarle su moneda especial durante un truco de magia.
Mientras espera en el andén, en un nuevo intento de suicidio, Otto recuerda su graduación en la escuela de ingeniería, cuando le pidió a Sonya que se casara con él. Salva a un hombre mayor que cayó a las vías y se deja llevar a un lugar seguro en el último segundo. Cuando su vecino alérgico Jimmy rescata a un gato callejero, Otto lo adopta de mala gana. Se enfrenta a un adolescente llamado Malcolm por entregar circulares publicitarias no deseadas, y este reconoce a Otto como el marido de su ex maestra y le cuenta que Sonya lo apoyó como estudiante transgénero.
Molesto por la incapacidad de Marisol para conducir, Otto le da lecciones. Visitan la panadería favorita de Sonya, donde Otto explica que Anita y Sonya eran mejores amigas pero que él y Reuben se distanciaron por rivalidades y trivialidades como la lealtad a diferentes fabricantes de automóviles, lo que culminó con el "golpe" de Reuben que reemplazó a Otto como presidente de la asociación de vecinos.  Otto cuida a Abby y Luna mientras Marisol y Tommy pasan una noche juntos y se hace amigo de Malcolm, ayudándolo a arreglar su bicicleta.
Otto esquiva a la periodista de redes sociales Sharie Kenzie, después de que un vídeo del incidente en la estación de tren se vuelva viral. No dispuesto a aceptar la muerte de Sonya, Otto arremete contra Marisol y un agente de Dye & Merika, una empresa de bienes raíces que intenta comprar el vecindario.  Se prepara para suicidarse con una escopeta, recordando el accidente de autobús en un viaje romántico a las Cataratas del Niágara que provocó que Sonya, embarazada, perdiera a su bebé y quedara parapléjica. Malcolm, a quien su padre echó, llama a la puerta y Otto le deja pasar la noche.
Otto se entera de que Dye y Merika están conspirando con el hijo separado de Reuben y Anita. Están aprovechando el diagnóstico secreto de Anita, Parkinson, para comprar su casa y poner a Reuben en su asilo de ancianos. Decide luchar contra ellos y pide la ayuda de Marisol. Finalmente explica la muerte fetal y la discapacidad de Sonya, su frustración por la inaccesibilidad del desarrollo de viviendas Dye & Merika y cómo fue expulsado como presidente de la asociación después de una acalorada confrontación con la compañía. Cuando el personal de Dye y Merika llega para llevarse a Reuben, los vecinos se unen para detenerlos, y Kenzie expone su acceso ilegal a los registros médicos de Anita y Otto.
Otto colapsa y lo llevan al hospital, identificando a Marisol como su familiar más cercano. A ella le divierte saber que "su corazón es demasiado grande", luego se pone de parto y da a luz a un hijo, Marco. Otto les da a Marisol y Tommy la cuna que construyó cuando Sonya estaba embarazada, le da su auto a Malcolm y se acerca más a sus vecinos. 
Tres años más tarde, después de una nevada, Tommy se da cuenta de que Otto no ha paleado su camino como lo haría normalmente. Él y Marisol entran a su casa y descubren que Otto ha muerto de insuficiencia cardíaca. También encuentran una carta para Marisol legándole su casa, sus ahorros, su camioneta nueva y su gato. Siguiendo sus deseos de un funeral, los vecinos se reúnen para recordar a Otto.

## Producción
En septiembre de 2017, se anunció que Tom Hanks protagonizaría una adaptación en inglés de la película sueca de 2015 Un hombre llamado Ove, y que también la produciría junto a Gary Goetzman, socio de Playtone, Rita Wilson y Fredrik Wikström Nicastro, de SF Studios. Marc Forster fue confirmado como director de la película en enero de 2022, con David Magee escribiendo el guion. El 10 de febrero de 2022, se anunció que Sony Pictures había precomprado los derechos de la película por unos 60 millones de dólares en el European Film Market.

### Rodaje
El rodaje comenzó en Pittsburgh, Pensilvania, en febrero de 2022 y finalizó en mayo del mismo año.

## Recepción

### Taquilla
A Man Called Otto recaudó $60.000 dólares en cuatro cines de Los Ángeles y Nueva York en su fin de semana de estreno de tres días. Al 16 de enero de 2023, la película había recaudado en Estados Unidos $21 548 126 dólares, y en el resto del mundo $14 500 000, para una recaudación global de $36 048 126 dólares.

### Crítica
En el sitio web agregador de reseñas Rotten Tomatoes la película registra un índice de aprobación del 69 % con base en 169 reseñas, con una calificación promedio de 6.1/10. El consenso del sitio web indica: «Deja todo el cinismo en la puerta y permite que A Man Called Otto toque las fibras de tu corazón con su melodía probada y verdadera: simplemente podría cantar». El sitio web Metacritic, que utiliza una media ponderada, le asignó una puntuación de 51 sobre 100 basada en 36 reseñas, lo que indica "reseñas mixtas o promedio".